# Топар
Топар (каз. Топар) — посёлок в Абайском районе Карагандинской области Казахстана. Административный центр и единственный населённый пункт Топарской поселковой администрации. Находится примерно в 14 км к югу от районного центра, центра города Абай. Код КАТО — 353285100.

## История

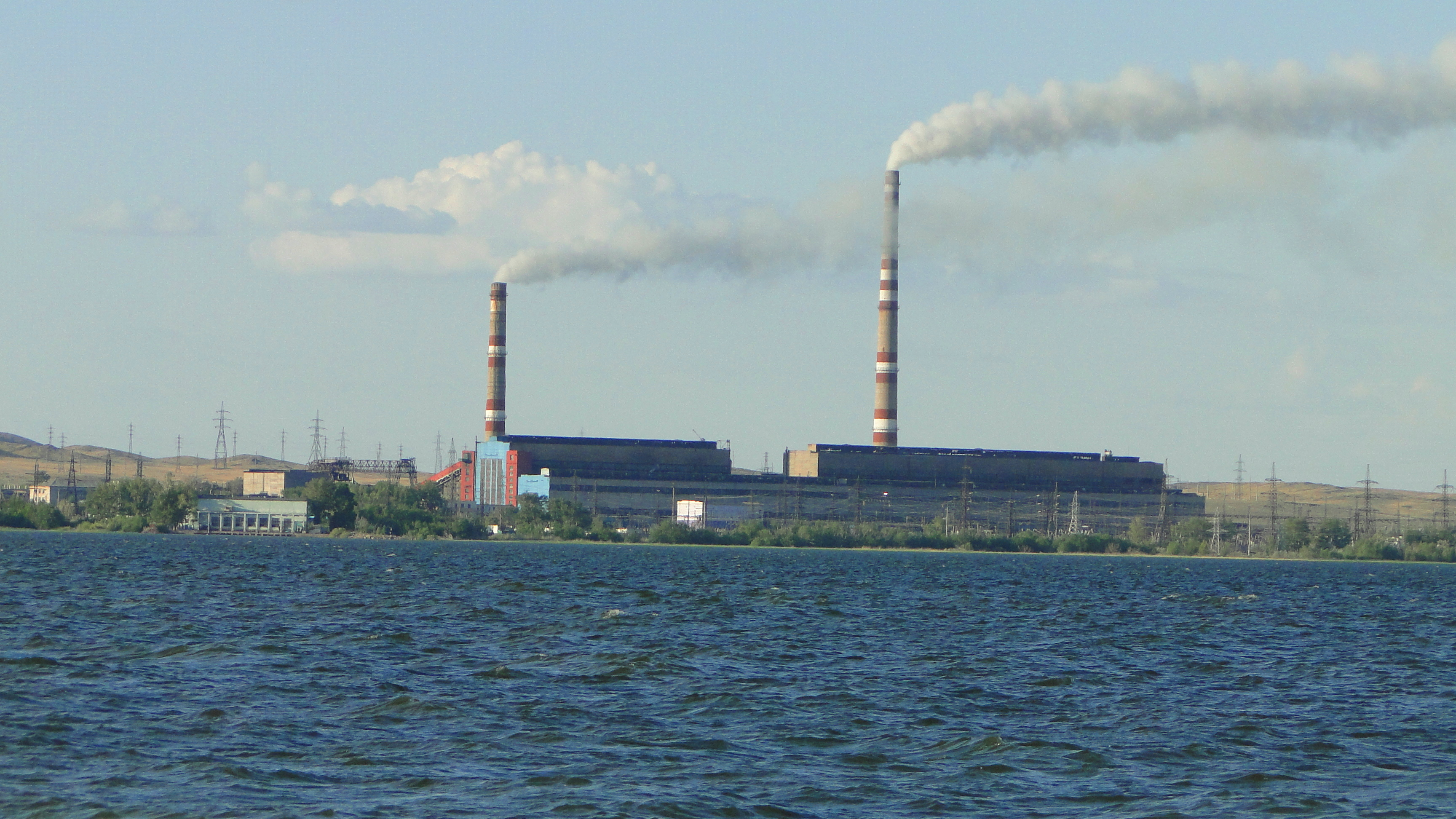
Карагандинская ГРЭС-2 на фоне водохранилища.

Изначально в послевоенные годы в этой местности было создано Топарское лагерное отделение, которое расположилось на берегу небольшой речки Чурубай-Нура, в низине между сопками. Большой перепад уровней между входом в низину и её выходом создавали идеальные естественные условия для создания будущего водохранилища. В связи с этим 28 сентября 1949 года решением Облисполкома Карагандинской области согласован отвод земли под строительство Новокарагандинской ГРЭС-2. 19 января 1953 года приказом министра энергетики СССР утверждено задание на проектирование Новокарагандинской ГРЭС-2. 16 марта 1954 года заложен первый камень Карагандинской ГРЭС-2, после чего были начаты строительные работы по возведению будущего поселка Топар. В период с 1953 по 1960-е годы были построены школы, больница, родильный дом, магазины, Дом культуры «Энергетик» и все остальные объекты социальной сферы. Топар стал поселком городского типа, со всеми необходимыми для жизнеобеспечения объектами. Поселок динамично строился и развивался. В 1973 году Топар стал центром вновь организованного Мичуринского района Карагандинской области.
В 1964 году в поселке открылись отделение связи, энергостроительный техникум, отделение рабочего снабжения, почтово-телеграфная станция и фильтровальная станция для питьевой воды, заасфальтированы автомобильные дороги поселка до Карагандинской ГРЭС-2, построены коммуникации водопровода, канализации и теплофикации. Одновременно проводились работы по благоустройству: озеленение улиц и площадей, строительство детских площадок и летних павильонов, благоустройство больничного городка, строительство жилья для бурно развивающегося поселка.

## География
Расположен на берегу Шерубайнуринского (Топарского) водохранилища. Находится в 50 км к юго-западу от Караганды.

## Население
| 1970   | 1975    | 1979  | 1989    | 2002  | 2009  | 2021  |
| ------ | ------- | ----- | ------- | ----- | ----- | ----- |
| 10 791 | ↗11 700 | ↘9126 | ↗10 490 | ↘9565 | ↘9314 | ↗9329 |

В 1999 году население посёлка составляло 9565 человек (4471 мужчин и 5094 женщин). По данным переписи 2009 года, в посёлке проживало 9314 человек (4345 мужчин и 4969 женщин). По данным переписи 2021 года население поселка составило 10689 человек

## Образование
- 3 средних школы: имени Бауыржана Момышулы, имени Корниенко и гимназия имени Абая Кунанбаева

## Экономика
Железнодорожная станция. Карагандинская ГРЭС-2. Завод железобетонных изделий и конструкций (не работает). Теплично-парниковый комплекс по выращиванию овощей ТОО «Топарские теплицы».

## Религия
Основными религиями в поселке являются ислам (суннизм) и православие, баптизм.
- Мечеть им. Ташенова
- Церковь «Преображение» ЕХБ
- Спасо-Преображенский храм[10]